# マリーナ・アレクサーンドロヴァ
マリーナ・アンドレーエヴナ・アレクサーンドロヴァ（ロシア語: Мари́на Андре́евна Алекса́ндрова [mɐˈrʲinə ɐnˈdrʲeɪvnə əlʲɪˈksandrəvə マリーナ・アンドリェーイェヴナ・アリクサーンドラヴァ]、1982年8月29日 - ）は、ハンガリー生まれのロシアの女優である。
アレクサーンドロヴァという姓は芸名で、本名はプペーニナ（Пупе́нина [pʊˈpʲenʲɪnə プピェーニナ]）。

## 概要

### 出生
1982年8月29日、ハンガリー人民共和国バーチ・キシュクン県キシュクンマイシャ市でハンガリー駐留ソビエト軍士官の家庭に生まれた。父のアンドレイ・ヴィターリエヴィチは中佐（2005年）で、母のイリーナ・アナトーリエヴナはA・I・ゲルツェン記念ロシア国立教育大学の教師だった。
1986年、一家は越バイカル地方に引越し、トゥーラを経て、1987年にレニングラードへ引っ越した。

### 教育とキャリア
第308中等学校で数学を学び、音楽学校ではハープを学んで卒業した。
1996年（英語版では1992年）から、演劇スタジオ「ヴォオブラジー（想像して）」で活動を始めた。
中等学校を終えたのち、ボリース・シチューキン記念演劇大学に入学した。そこでは、V・P・ニコラエーンコに教授された。
ロシア－ベラルーシ合作のテレビシリーズ『最後の走行列車』 (Последний бронепоезд)の第三話でヌードを披露した。
2006年から、モスクワの「ソヴレメーンニク（同時代人）」劇場に所属する女優となった。

### 結婚

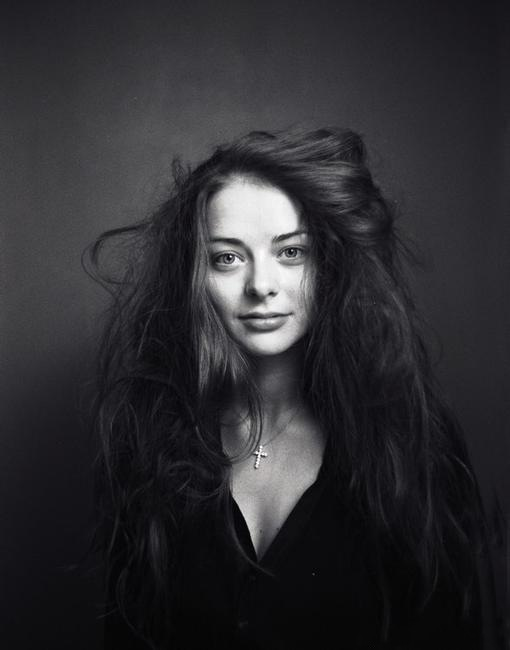
2008年撮影

2005年から2007年にかけて、俳優のアレクサンドル・ドモガロフと同棲した後、2008年6月7日には自分と同じソヴィレメーンニク劇場所属の俳優I・S・ステブノフと結婚したが、2010年4月に離婚した。
2011年にテレビ局ディレクターのアンドレイ・ボルテンコ（Андрей Болтенко）と再婚。2012年7月11日に息子を出産し、夫の名前を取ってアンドレイと命名。2015年9月には娘を出産し、2014年に自ら主演したドラマ・エカテリーナの主人公エカテリーナ2世女帝にちなんでエカテリーナと命名した。

## 表彰
- 2003年、サントロペで開催された芸術テレビドラマ・フェスティバルにて、ローラン・ジャウィ監督のフランス映画『雪解け La fonte dеs neiges / Таяние снегов』にて「最高のデビュー」にノミネートされた。
- 2007年には、青年賞「トリウームフ」を受賞した。
- 2016年9月20日、大統領令（英語版、ロシア語版）でロシア功労芸術家（ロシア語版）の称号を受賞[7]。

## フィルモグラフィー
- 1992年 - На Дерибасовский хорошая погода или на Брайтон Бич опять идут дожди ※モスフィルムの著名な映画監督L・I・ガイダーイの遺作
- 2000年 - Империя под ударом (Сериал) — Мария Столыпина
- 2001年 - Северное сияние — Аня
- 2001年 - Азазель — Лизанька фон Эверт-Колокольцева
- 2002年 - Лекарь поневоле (Сериал)
- 2002年 - Главные роли ТВ
- 2002年 - Stara baśń: Kiedy słońce było bogiem (reż. イェジ・ホフマン) — Dziwa.
- 2002年 - Воровка— Юлия Балашова.
- 2003年 - Бедная Настя (Сериал) — マリア・アレクサンドロヴナ皇后
- 2004年 - Небо в горошек
- 2004年 - Виола Тараканова (Сериал) — Томочка
- 2004年 - мультфильм «Щелкунчик» (озвучивание) — Маша
- 2005年 - Счастье ты моё (Сериал) — Полина Гайворонская
- 2005年 - Звезда эпохи (Сериал) — Валентина Седова
- 2005年 - Любовь к тебе как бедствие (Сериал)
- 2006年 - Последний бронепоезд (Сериал) — Тома
- 2008年 - Стритрейсеры — девушка Степана Мохова (Бывшая девушка Докера)
- 2009年 - 2010年 - 坂の上の雲（日本・NHK） - アリアズナ・コヴァレフスカヤ
- 2014年 ～ - エカテリーナ（ロシア・ロシア1）- 女帝エカテリーナ2世（エカテリーナ・アレクセーエヴナ）
  - シーズン1「エカテリーナ」（2014年放送）
  - シーズン2「エカテリーナ～旅立ち～」（2017年放送）[8]
  - シーズン3「エカテリーナ～僭称者たち～」（2019年放送予定）